# Eulophia gastrodioides
Eulophia gastrodioides är en orkidéart som beskrevs av Rudolf Schlechter. Eulophia gastrodioides ingår i släktet Eulophia och familjen orkidéer. Inga underarter finns listade i Catalogue of Life.